# Marina Alta
La Marina Alta es una comarca de la Comunidad Valenciana, España. Está situada al norte de la provincia de Alicante, con capital en Denia. Limita al norte con la provincia de Valencia, al este con el mar Mediterráneo, al oeste con el Comtat de Cocentaina y al sur con la Marina Baja.

## Municipios
| Municipio           | Nombre oficial                          | Población (2023) | Superficie | Densidad |
| ------------------- | --------------------------------------- | ---------------- | ---------- | -------- |
| Denia               | Dénia                                   | 45 622           | 66,18      | 637,14   |
| Jávea               | Xàbia/Jávea                             | 29 760           | 68,59      | 402,45   |
| Calpe               | Calp                                    | 25 854           | 23,51      | 966,61   |
| Teulada             | Teulada                                 | 12 515           | 32,24      | 344,66   |
| Benisa              | Benissa                                 | 12 279           | 69,71      | 157,87   |
| Pego                | Pego                                    | 10 485           | 52,85      | 191,64   |
| Pedreguer           | Pedreguer                               | 8558             | 30,30      | 254,09   |
| Ondara              | Ondara                                  | 7308             | 10,41      | 662,25   |
| Gata de Gorgos      | Gata de Gorgos                          | 6515             | 20,33      | 297,54   |
| Vergel              | el Verger                               | 5101             | 8,16       | 568,63   |
| Benitachell         | el Poble Nou de Benitatxell/Benitachell | 4858             | 12,65      | 338,02   |
| Jalón               | Xaló                                    | 2964             | 34,59      | 79,18    |
| Els Poblets         | els Poblets                             | 2763             | 3,62       | 747,24   |
| Orba                | Orba                                    | 2379             | 17,73      | 122,62   |
| Beniarbeig          | Beniarbeig                              | 2353             | 7,40       | 282,70   |
| Alcalalí            | Alcalalí                                | 1397             | 14,40      | 88,75    |
| Benidoleig          | Benidoleig                              | 1218             | 7,48       | 146,39   |
| Parcent             | Parcent                                 | 1003             | 11,80      | 78,73    |
| Llíber              | Llíber                                  | 946              | 21,93      | 42,64    |
| Vall de Laguart     | la Vall de Laguar                       | 873              | 22,96      | 36,85    |
| Sanet y Negrals     | Sanet y Negrals                         | 737              | 11,00      | 60,64    |
| Ráfol de Almunia    | el Ràfol d’Almúnia                      | 721              | 4,90       | 133,26   |
| Senija              | Senija                                  | 670              | 4,80       | 121,67   |
| Adsubia             | l’Atzúbia                               | 608              | 14,67      | 43,08    |
| Vall de Gallinera   | la Vall de Gallinera                    | 581              | 53,60      | 10,65    |
| Murla               | Murla                                   | 575              | 5,81       | 80,89    |
| Benichembla         | Benigembla                              | 537              | 18,45      | 26,56    |
| Benimeli            | Benimeli                                | 455              | 3,50       | 119,43   |
| Castell de Castells | Castell de Castells                     | 445              | 45,90      | 9,78     |
| Sagra               | Sagra                                   | 442              | 5,62       | 75,60    |
| Tormos              | Tormos                                  | 339              | 5,30       | 64,15    |
| Valle de Ebo        | la Vall d’Ebo                           | 230              | 32,40      | 6,67     |
| Valle de Alcalá     | la Vall d’Alcalà                        | 174              | 24,40      | 6,84     |
| Total               |                                         | 191 265          | 767,19     | 228,31   |

## Geografía
La Marina Alta es una comarca costera, la situada más al norte de la provincia de Alicante. Tiene una orografía bastante compleja, ya que la surcan numerosas montañas, valles y una costa muy accidentada. Son numerosos los acantilados, calas y cabos que se encuentran en estas tierras. 
La costa de esta comarca tiene algunos de los accidentes más emblemáticos de la provincia, como son el Cabo de San Antonio, Cabo de San Martín y Cabo de la Nao (los tres forman la peculiar "punta" de la provincia). Así como el conocido Peñón de Ifach, en la localidad de Calpe.
Hay importantes formaciones montañosas, como la Sierra de Bernia o el Montgó.
También cabe destacar la importancia de la marjal de Pego-Oliva, marismas interiores.
En el interior de esta comarca, destaca también la subcomarca de Los Valles de Pego.
En la comarca destacan algunos cursos de agua como los ríos Bullent, Racons, Girona y Gorgos.

## Economía y actividad
La Marina Alta ha sido durante la gran parte de su historia, una comarca dedicada principalmente a las actividades agrícolas en el interior, y a las relacionadas con la pesca en los municipios costeros. Tras el boom turístico de los años 60, la gran belleza de esta comarca propició un cambio en el sector económico, dedicado desde entonces al sector terciario. 
La zona disfruta ahora las repercusiones del turismo residencial, sobre todo por la afluencia de numerosos residentes provenientes de países del centro y norte de Europa.

## Lengua
La comarca se encuentra ubicada dentro del predominio lingüístico oficial del valenciano.

## Organismos de ámbito comarcal
Institut d'Estudis Comarcals de la Marina Alta (IECMA). Entidad cultural creada en 1985 como espacio de encuentro para la promoción y difusión de trabajos, estudios y de información cultural de su ámbito.
Actualmente cuenta con casi 600 socios que participan de sus actividades y reciben todas las publicaciones en las que participan, dos de ellas propias y periódicas; Aguaits, dedicada a artículos de investigación i L'Aiguadolç, de temática literaria. Algunos Ayuntamientos de la comarca, el Instituto de Cultura "Juan Gil-Albert" y otras entidades colaboran en este proyecto y el IECMA forma parte de la Coordinadora de Centres d'Estudis de Parla Catalana, de la que es miembro fundador.
MACMA. Mancomunitat Cultural de la Marina Alta es una ciberguía que informa de la programación cultural en el ámbito comarcal. Informando de los eventos como teatros, cuentacuentos, conciertos, cine, exposición, conferencias, etc.